# General Ologbosere
 (juillet 2024).
Le Général Ologbosere, également connu sous le nom de chef Irabor, est un résistant et chef de guerre nigérian capturé et tué par l'armée britannique en juin 1899. Il s'est farouchement opposé à l'invasion de l'empire du Bénin par l'empire Britannique de 1897 à 1899.

## Contexte historique
La campagne militaire britannique de 1897 envoie le roi régnant, Ovǫnramwęn Nǫgbaisi, en exil ce qui pousse de nombreux chefs du royaume à se rendre. D'autres sont capturés. Cependant, l'un des chefs de guerre, Ologbosere, a plutôt choisi la résistance armée . Pendant cette période il est  condamné à mort par contumace par l'administration britannique pour avoir tué des Européens d'une précédente expédition britannique qui se dirigeait vers le Bénin malgré l'interdiction du Oba. Cette attaque serait à l'origine de la réponse punitive britannique contre ce résistant en 1897,,.

## Faits d'armes
Aussi connu sous le nom de chef Irabor, Ologbosere est le commandant en second de l'armée du Royaume du Bénin après Ezomo le commandant en chef. Il arrête la première invasion britannique dirigée par le commissaire et consul  James Robert Phillips le 4 janvier 1897 à Ugbine (localité située au sud-ouest du Nigéria),. L'attaque contre cette expédition britannique fait une dizaine de mort Européens et 200 transporteurs africains tués. Durant près de trois ans de 1897 à 1899 il résiste à l'invasion britannique.
Durant près de trois ans de1897 à 1899, il mène une guerre de résistance de type guérilla contre les Britanniques au Royaume du Bénin. Il se cachait dans les villages et villes qui soutenaient ses actions.
Il devient  une épine dans la chair de l'Empire britannique qui avait exilé le Oba (roi) et changé le système de gouvernance traditionnel dans le royaume. Pendant ce temps Ologbosere et ses hommes lançaient des attaques destructrives contre les avant-postes britanniques,.

## Décès
Ologbosere a été capturé. Les forces britanniques ont incendié des villages, détruit des récoltes, détenu des jeunes et incarcéré des dirigeants. Finalement, les villageois fatigués de la guerre ont trahi Ologbosere et ses acolytes. Il a été tenu responsable par les Britanniques du meurtre d'une délégation britannique à Benin City en 1897 et pendu en juin 1899.